# Call of Duty: Warzone Mobile
Call of Duty: Warzone Mobile(CWZM) — безкоштовна багатокористувацька онлайн-гра  в жанрі шутер та королівська битва від Activision. Ця версія Call of Duty: Warzone, розроблена для мобільних пристроїв та підтримує кроспрогрес із Call of Duty: Modern Warfare II і Warzone 2.0.

## Ігровий процес
Для гравців, які отримали лімітований доступ, відкрито декілька ігрових режимів:
Королівська битва:
- матч  20 хвилин для  команди із 4 гравців;
- матч 10 хвилин для команди із 2 гравців.

Мультиплеєр:
- team deathmatch (6 на 6);
- domination (6 на 6).

Заявлений контент у грі може бути розширений із подальшими оновленнями та відрізнятися у глобальному релізі.

## Розробка

### Анонс
Розробку Call of Duty: Warzone Mobile  вперше офіційно підтвердили 10 березня 2022 року. У блозі  Call of Duty було оголошено, що мобільна версія Call of Duty: Warzone розробляється Digital Legends Entertainment, Beenox. , Activision Shanghai Studio, Solid State Studios і Demonware.
11 травня 2022 року в іншій публікації  було оголошено  про початок  закритого тестування альфа-версії Warzone Mobile (попередня назва PROJECT AURORA).
8 вересня 2022 року під час GameSpot Swipe Mobile Showcase віцепрезидент Activision Mobile Кріс Пламмер оголосив, що PROJECT AURORA вийде під назвою  Warzone Mobile. Додатково було зазначено про можливість  кроспрогрес із Call of Duty: Modern Warfare II і Warzone 2.0, а також унікальну на той час можливість одночасно грати зі 120 живими гравцями у режимі королівська битва.
15 вересня 2022 року на Call of Duty NEXT  про Call of Duty: Warzone Mobile оголосили, що всесвітній реліз гри заплановано на 2023 рік та продемонстровано трейлер попередньої реєстрації. 

### Обмежений випуск
Обмежений випуск став доступним для жителів Австралії з 30 листопада 2022 року для Android, а невдовзі  стала доступною і  версія для iOS девайсів. На той момент в грі були недоступною така функція  як покращення зброї, проте прогрес уже  був пов’язаним із Modern Warfare II та Warzone 2.0, і будь-які предмети, розблоковані у зазначених іграх, доступні для використання і в Warzone Mobile.
24 березня 2023 року Швеція, Норвегія та Чилі стали наступними країнами, де обмежений випуск став доступним для завантаження та гри.
Дату повного релізу гри розробники не повідомляли, проте в Play Маркет та AppStore було зазначено, що випуск має відбутися 15 травня 2023 року. Проте  вже 9 травня стало відомо, що повноцінно гра не побачить світ як мінімум до 15 листопада 2023 року.

### Повноцінний випуск
Після двох років з моменту анонсу гри творці Call of Duty: Warzone Mobile повідомили, що для гравців у всіх куточках світу гра буде доступною з 21 березня 2024 року.

## Системні вимоги
Системні вимоги залежить від пристрою гравця. Так, на ранньому доступі для запусків гри на Андроїд необхідно мати відеоядро не гірше за Adreno 618 та мінімум 6 ГБ RAM. Для гравців на пристроях від Apple потрібен iPhone 8 або пристрої, випущені пізніше, та від 4 ГБ RAM.
Перед  глобальним запуском гри розробники змогли оптимізувати ігровий процес, від тоді для гравців на пристроях з оперативною системою Андроїд  запуск CWZM можливий за наявності 4 ГБ оперативної пам'яті на пристрої та відеоядра Adreno 618 або ліпшого. Для пристроїв Apple необхідна iOS 16 або пізніші версії та принаймні 3 ГБ оперативної пам'яті(за вийнятком iPhone 8).